# Gerson Acevedo
Gerson Elías Acevedo Rojas (Santiago del Cile, 5 aprile 1988) è un ex calciatore cileno, di ruolo centrocampista.

## Palmarès

### Club

#### Competizioni nazionali
- Campionato cileno: 2

Colo-Colo: Clausura 2006, Apertura 2007
- PFN Ligi: 1

Ural: 2012-2013
- Campionato lituano: 1

Suduva: 2018
- Supercoppa di Lituania: 2

Suduva: 2018, 2019
- Coppa d'Armenia: 1

Alashkert: 2018-2019